# Condado de Calvert
O Condado de Calvert é um dos 23 condados do Estado americano de Maryland. A sede do condado é Prince Frederick, e sua maior cidade é Prince Frederick. O condado possui uma área de 894 km² (dos quais 336 km² estão cobertos por água), uma população de 74 563 habitantes, e uma densidade populacional de 134 hab/km² (segundo o censo nacional de 2000). O condado foi fundado em 1654.